# Мелитон Кантарија
Мелитон Варламович Кантарија (груз. მელიტონ ქანთარია, рус. Мелитон Варламович Кантария; Жвари, 5. октобар 1920 — Москва, 27. децембар 1993) је био грузијски наредник и Херој Совјетског Савеза. Остао је запамћен по подизању заставе Совјетског Савеза на немачком Рајхстагу заједно са Михаилом Јегоровим 30. априла 1945. године.
Мелитон Кантарија је рођен у грузијском селу Јвари. Радио је на колхозу све док није био мобилисан у Црвену армију 1940. године. Током Другог светског рата служио је у 150. стрељачкој дивизији, треће армије на првом белоруском фронту.
Након рата 8. маја 1946. године проглашен је за Хероја Совјетског Савеза. Након демобилизације радио је у Сукумију, Абхазија. За време сецениоистичког рата био је присиљен да напусти дом 1993. године. Тада је отишао у Москву, где је и умро после два месеца.